# Малеев, Евгений Александрович
Евгений Александрович Малеев (25 февраля 1915 — 12 апреля 1966) — советский учёный-палеонтолог, известный своими исследованиями ископаемой фауны Монголии. Первый учёный, описавший биологические роды таларурус, теризинозавр и тарбозавр.

## Биография
Родился 25 февраля 1915 года в Урюпинске.
Участник Великой Отечественной войны, рядовой. Призван в 1941 году Орджоникидзевским РВК города Ростов-на-Дону. Служил в 42 военно-строительного отряда УВПС 14 УОС 24 РГК 40-й армии 2-го Украинского фронта на должности старшего инженера. Награждён орденом Красной Звезды и медалью «За оборону Сталинграда».
В 1947 году окончил биологический факультет МГУ, в 1950 году защитил кандидатскую диссертацию по теме «Морфофункциональный анализ затылочной области черепа и скелета шеи млекопитающих».
С 1947 года работал в Палеонтологическом институте (ПИН) АН СССР, с 1956 по 1962 год занимая должность заместителя директора института. С 1962 года — член Проблемсовета ПИН.
Скончался 12 апреля 1966 года.

## Исследовательская деятельность
Хотя кандидатская диссертация Малеева была посвящена млекопитающим, его научные интересы были сосредоточены главным образом на ископаемых и современных рептилиях. Он был участником совместной Советско-монгольской палеонтологической экспедиции в Гоби, после которой им были впервые описаны и классифицированы таларурус (1952), теризинозавр (чьи немногочисленные останки были в 1954 году ошибочно приписаны гигантской черепахоподобной рептилии, но позже заново описаны как принадлежащие гигантскому тероподу) и тарбозавр (1955). В 1962 году он возглавил экспедицию в Индонезию, целью которой было изучение комодских варанов.
Среди публикаций Евгения Малеева — три монографии:
- Панцирные динозавры верхнего мела Монголии (1954, 1956, М.: Труды Палеонтологического института, 1954, Т.48; 1956, Т.62)
- Основы палеонтологии. Земноводные, пресмыкающиеся и птицы (в соавторстве, М.: Наука, 1964)
- Фауна и биостратиграфия мезозоя и кайнозоя Монголии (в соавторстве, М.: Наука, Труды Совместной советско-монгольской палеонтологической экспедиции, 1974).

В честь Е. А. Малеева палеонтолог Кеннет Карпентер предлагал назвать отдельный род тираннозаврид — Maleevosaurus. В качестве голотипа этого рода Карпентер рассматривал экземпляр PIN 552−2 из собрания Совместной советско-монгольской экспедиции, который сам Малеев в 1955 году описал как Gorgosaurus novojilovi, а в настоящее время рассматривается как останки тарбозавра.

## Семья
- Жена — Валентина Николаевна Дроздова  (2 февраля 1920—3 сентября 2004), внучка врача, депутата II-ой Государственной думы Нифонта Ивановича Долгополова.
  - Сын — Александр Евгеньевич Малеев (21 января 1959 — 29 октября 2016), врач-стоматолог.